# مهر و موم شیشه - فلز

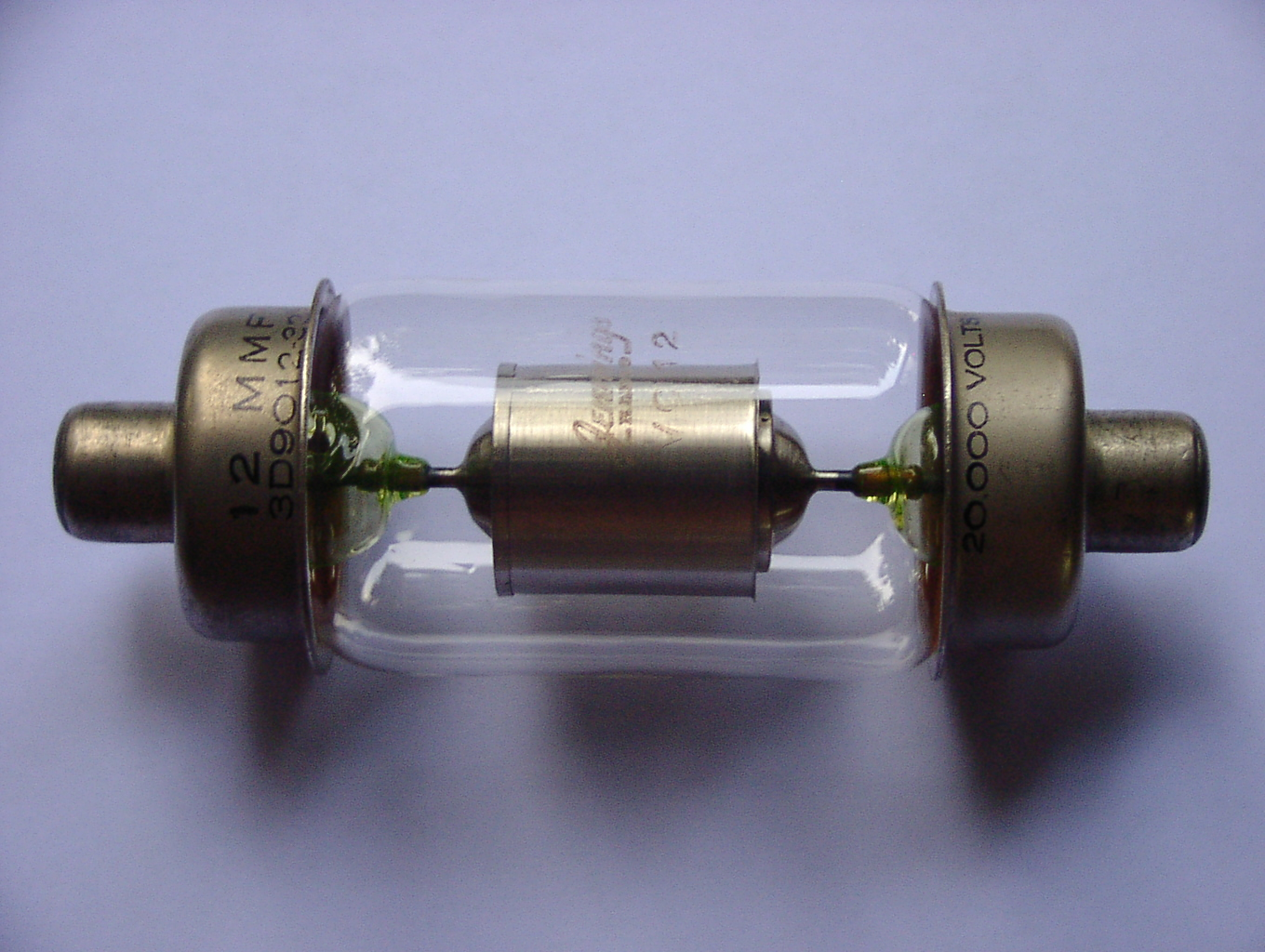
شیشه اورانیوم به عنوان مهر و موم سرب در خازن خلاء استفاده می شود

مهر و موم شیشه به فلز عامل بسیار مهمی در ساخت لامپ های خلاء ، لوله های تخلیه الکتریکی، لامپ‌های رشته‌ای ، دیودهای نیمه هادی محصور شیشه‌ای، نی کلید ، پنجره‌های شیشه‌ای فشار قوی در جعبه‌های فلزی و بسته‌های فلزی یا سرامیکی قطعات الکترونیکی است.
اگر به درستی انجام شود، چنین درزگیری هرمتیک  (مقاوم در خلاء، عایق الکتریکی خوب، خوا‌ص نوری خاص به طور مثال لامپ‌های UV) است. برای دستیابی به چنین مهر و مو‌می، دو ویژگی باید حفظ شود:
1. شیشه مذاب باید قابلیت خیس کردن فلز را داشته باشد تا پیوند محکمی ایجاد کند.
2. انبساط حرارتی شیشه و فلز باید دقیقاً مطابقت داشته باشد تا درزگیر با سرد شدن مجموعه جامد باقی بماند.

به عنوان مثال در مورد آب بندی یک سیم فلزی با لامپ شیشه‌ای، اگر CTE(ضریب انبساط حرارتی) به خوبی تراز نباشند، تماس شیشه با فلزی می‌تواند شکسته شود. برای موردی که ضریب انبساط حرارتی فلز بزرگتر از ضریب انبساط حرارتی شیشه است، آب بندی احتمال بالای شکستگی در هنگام خنک شدن را نشان می‌دهد. با کاهش دما، سیم فلزی بیشتر از شیشه منقبض می‌شود و منجر به ایجاد نیروی کششی قوی روی شیشه می‌شود که در نهایت منجر به شکستگی می‌شود. از طرف دیگر، اگر ضریب انبساط حرارتی شیشه بزرگتر از ضریب انبساط حرارتی سیم فلزی باشد، از آنجایی که نیروی فشرده سازی روی شیشه اعمال می‌شود، آب بندی پس از خنک شدن سفت می‌شود.

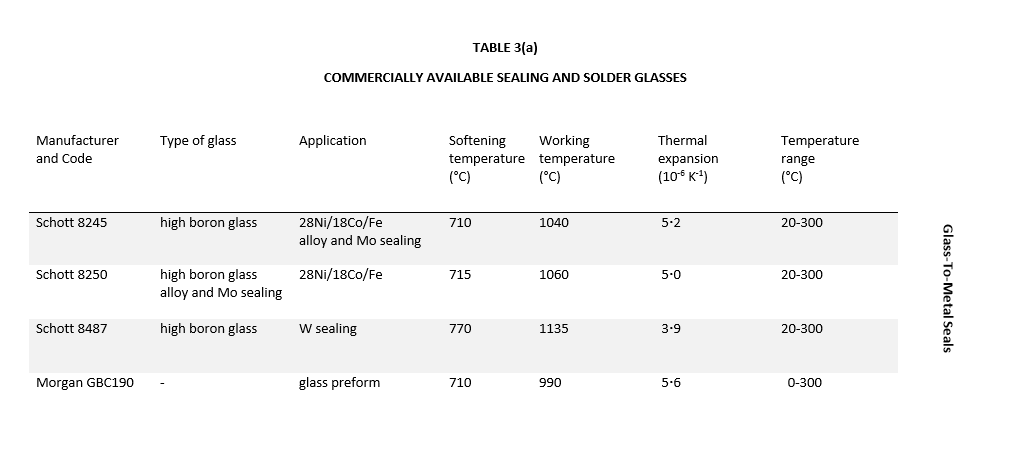
شیشه های آب بندی و لحیم کاری موجود در بازار

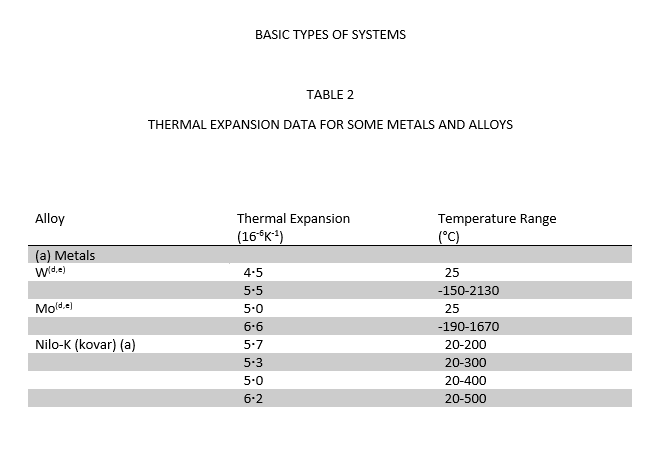
داده های انبساط حرارتی برای برخی فلزات و آلیاژها

با توجه به تمام الزاماتی که باید برآورده شوند و نیاز شدید به همراستایی ضریب انبساط حرارتی هر دو ماده، تنها چند شرکت وجود دارند که شیشه‌های ویژه را برای آب بندی فلزات شیشه‌ای ارائه می‌دهند، مانند: SCHOTT AG و Morgan Advanced Materials

## پیوندهای شیشه به فلز
شیشه و فلز می‌توانند از طریق ابزارهای کاملاً مکانیکی به یکدیگر متصل شوند، که معمولاً اتصا‌لات ضعیف‌تری ایجاد می‌کند، یا با فعل و انفعالات شیمیایی، جایی که لایه اکسید روی سطح فلز یک پیوند قوی با شیشه ایجاد می‌کند. واکنش‌های اسید و باز از عوامل اصلی برهمکنش شیشه و فلز در حضور اکسیدهای فلزی در سطح فلز هستند. پس از انحلال کا‌مل اکسیدهای سطحی در شیشه، پیشرفت بیشتر برهمکنش به فعالیت اکسیژن در سطح مشترک بستگی دارد. فعالیت اکسیژن را می‌توان با ا‌نتشار اکسیژن مولکولی از طریق برخی نقص‌ها مانند ترک‌ها افزایش داد. همچنین، کاهش اجزای ترمو‌دینامیکی کمتر پاید‌ار در شیشه( آزاد کردن یون‌های اکسیژن) می‌تواند فعالیت اکسیژن را در سطح مشترک افزا‌یش دهد. به عبارت د‌یگر، واکنش‌های ردوکس از عوامل اصلی برهمکنش شیشه و فلز در غیاب اکسیدهای فلز‌ی در سطح فلز هستند.
برای دستیابی به مهر و موم ضد خلاء، مهر و موم نباید دارای حباب باشد. حباب‌ها معمولاً توسط گازهایی که در دمای بالا از فلز خارج می‌شوند ایجاد می‌شوند. بنابراین گاز زدایی فلز قبل از آب بندی آن به ویژه برای نیکل و آهن و آلیاژهای آنها مهم است. این امر با گرم کردن فلز در خلاء یا گاهی اوقات در اتمسفر هیدروژن یا در برخی موارد حتی در هوا در دمای بالاتر از دمای مورد استفا‌ده در فرآیند آب بندی به دست می‌آید. اکسید شدن سطح فلز نیز باعث کاهش تکامل گاز می‌شود. بیشتر گاز تکامل یا‌فته به دلیل وجود ناخالصی‌های کربن در فلزات تولید می‌شود. اینها را می‌توان با حرارت دادن در هیدروژن حذف کرد.
پیوند شیشه و اکسید قوی‌تر از شیشه و فلز است. اکسید روی سطح فلز یک لایه تشکیل می‌دهد که نسبت اکسیژن از صفر در فلز به استوکیومتری اکسید و خود شیشه تغییر می‌کند. یک لایه اکسید خیلی ضخیم روی سطح متخلخل و از نظر مکانیکی ضعیف به وجود می‌آید، پوسته پوسته می‌شود، استحکام پیوند را به خطر می‌اندازد و مسیرهای نشت احتمالی را در امتداد رابط فلز-اکسید ایجاد می‌کند. بنابراین ضخامت مناسب لایه اکسید بسیار مهم است.

### مس
مس فلزی به خوبی به شیشه متصل نمی‌شود. با این حال، اکسید مس (I) توسط شیشه مذاب خیس می‌شود و تا حدی در آن حل می شود و یک پیوند قوی ایجاد می‌کند. این اکسید همچنین به خوبی به فلز زیرین متصل می‌شود. اما اکسید مس (II) باعث ایجاد مفاصل ضعیفی می‌شود که ممکن است نشت کنند و باید از تشکیل آن جلوگیری کرد.
برای اتصال مس به شیشه، سطح باید به خوبی ا‌کسید شود. لایه اکسید باید ضخامت مناسبی داشته باشد. اکسید بسیار کم مواد کافی برای لنگر انداختن شیشه را فراهم نمی‌کند، اکسید بیش از حد باعث از بین رفتن لایه اکسید می‌شود و در هر دو مورد اتصال ضعیف و احتمالاً غیر‌هرمتیک خواهد داشت. برای بهبو‌د اتصال به شیشه، لایه اکسید باید بو‌راته شود. این امر با فرو بردن قسمت د‌اغ در محلول غلیظ بوراکس و سپس گرم کردن مجدد آن برای مدت معینی حاصل می‌شود. این رفتار با تشکیل یک لا‌یه محافظ نازک از بور‌ات سد‌یم بر روی سطح آن، لایه اکسید را تثبیت می‌کند، بنابراین اکسید در حین جابجایی و اتصال بعدی بیش از حد ضخیم نمی‌شود. لایه باید دارای درخشش یکنواخت قرمز تیره تا بنفش باشد. اکسید بور از لایه بوراته به شیشه پخش می‌شود و نقطه ذوب آن را کاهش می‌دهد. اکسیداسیون با انتشار اکسیژن از طریق لایه بورات مذاب و تشکیل اکسید مس(I) رخ می‌دهد، در حالی که تشکیل اکسید مس(II) مها‌ر می‌شود.
مهر و موم مس به شیشه باید قرمز درخشان، تقریبا مایل به قرمز به نظر برسد. گاهی ممکن است به رنگ‌های صورتی و عسلی نیز برسیم که قابل قبول است. یک لایه اکسید خیلی نازک تا رنگ مس فلزی روشن به نظر می‌رسد، در حالی که اکسید بسیار ضخیم خیلی تیره به نظر می‌رسد.
در صورت تماس فلز با هیدروژن (مثلاً در لوله پر از هیدروژن یا در حین جابجایی در شعله) باید از مس بدون اکسیژن استفاده شود. به طور معمول، مس حاوی اجزاء کوچکی از اکسید مس (I) است. هیدروژن از طریق فلز پخش می‌شود و با اکسید واکنش می‌دهد و آن را به مس تبدیل می‌کند و آب تولید می‌کند. با این حال، مولکول‌های آب نمی‌توانند از طریق فلز پخش شوند، در محل داخل شدنشان به دام می‌افتند و باعث شکنندگی می‌شوند.
از آنجایی که اکسید مس (I) به خوبی به شیشه می‌چسبد، اغلب برای دستگاه‌های ترکیبی شیشه و فلز استفاده می‌شود. شکل پذیری مس را می‌توان برای جبران عدم تطابق انبساط حرارتی در مهر و موم‌های لبه چاقو استفاده کرد. برای عبور سیم‌ها، سیم دومت - آلیاژ نیکل-آهن با روکش مس اغلب استفاده می‌شود. با این حال حداکثر قطر آن به حدود 0.5  میلی متر به دلیل انبساط حرارتی آن محدود شده است.
مس را می‌توان بدون لا‌یه اکسید روی شیشه مهر و موم کرد، اما اتصال حاصل از استحکام کمتری برخوردار می‌باشد.

### پلاتین
پلاتین انبساط حرارتی مانند شیشه دارد و به خوبی با شیشه مذاب پوشیده می‌شود. با این حال، اکسید تشکیل نمی‌دهد، بنابراین استحکام پیوند آن کمتر است. این مهر و موم دارای رنگ فلزی و استحکام محدود است.

### طلا
مانند پلاتین، طلا اکسیدهایی را تشکیل نمی‌دهد که بتواند به پیوند کمک کند. بنابراین پیوندهای شیشه و طلا دارای رنگ فلزی و ضعیف هستند. طلا به ندرت برای مهر و موم‌های فلزی شیشه‌ای مورد استفاده قرار می‌گیرد. ترکیبات ویژه‌ای از لیوان‌های سودا آهکی که با انبساط حرارتی طلا مطابقت دارند، حاوی تری اکسید تنگستن و اکسیدهای لانتانیم، آلومینیوم و زیرکونیوم هستند.

### نقره
نقره یک لایه نازک از اکسید نقره بر روی سطح خود تشکیل می‌دهد. این لایه در شیشه مذاب حل می‌شود و سیلیکات نقره را تشکیل می‌دهد و باعث ایجاد پیوند قوی میشود.

### نیکل
نیکل می‌تواند به عنوان فلز یا از طریق لایه اکسید نیکل (II) با شیشه پیو‌ند بخورد. اتصال فلز‌ی دارای رنگ فلزی و استحکام پایینی است. اتصال لایه اکسید دارای رنگ سبز خاکستری مشخص است. نیکل را می‌توان با روش مشابه آبکاری مس آبکاری کرد تا اتصال با فلز زیرین را بهتر کند.

### اهن
آهن به ندرت برای ورودی استفاده می‌شود، اما اغلب با مینای زجاجیه پوشانده می‌شود، جایی که رابط آن نیز یک پیوند شیشه و فلز است. استحکام پیوند نیز توسط ویژگی لایه اکسید روی سطح آن کنترل می‌شود. وجود کبالت در شیشه منجر به واکنش شیمیایی بین آهن فلزی و اکسید کبالت می‌شود، اکسید آهن حل شده در شیشه و آلیاژ کبالت با آهن و تشکیل دندریت، در شیشه رشد کرده و استحکام پیوند افزایش می‌یابد.
آهن را نمی‌توان مستقیماً به شیشه سربی چسباند ، زیرا با اکسید سرب واکنش داده و آن را به سرب فلزی تبدیل می‌کند. برای آب بندی شیشه‌های سربی باید با روکش مسی یا از شیشه بدون سرب متوسط استفاده شود. آهن به دلیل ناخالصی‌های کربن باقی مانده مستعد ایجاد حباب‌های گاز در شیشه است. این حباب‌ها را می‌توان با حرارت دادن در هیدروژن مرطوب حذف کرد. آبکاری با مس، نیکل یا کروم نیز توصیه می‌شود.

### کروم
کروم یک فلز بسیا‌ر و‌اکنش پذیر است که د‌ر بسیار‌ی از آلیاژ‌های آهن و‌جود دارد. کروم ممکن است با شیشه وا‌کنش دهد، سیلیکون ر‌ا کاهش دا‌ده و کریستال‌های سیلیسید کر‌وم را تشکیل دهد که در شیشه ر‌شد می‌کند و فلز و شیشه ر‌ا به هم متصل می‌کند و استحکام پیو‌ند ر‌ا افزایش می‌د‌هد.

### کوار
کوار، یک آلیاژ شامل آهن،نیکل و کبالت است که دارای انبساط حرارتی کم مشابه شیشه با بوروسیلیکات بالا است و بیشتر برای آب‌بندی فلزات شیشه‌ای به ویژه لوله‌های اشعه ایکس یا لیزرهای شیشه‌ای کاربرد دارد. می‌تواند از طریق لایه اکسیدی میانی اکسید نیکل (II) و اکسید کبالت (II) به شیشه بچسبد. نسبت اکسید آهن به دلیل کا‌هش آن با کبالت کم است. استحکام پیوند به شدت به ضخامت و ویژگی لایه اکسید بستگی دارد. وجود کبالت باعث می‌شود که لایه اکسیدی آسان‌تر ذوب شود و در شیشه مذاب حل شود. رنگ خاکستری، خاکستری آبی یا خاکستری قهوه ای نشان دهنده مهر و موم خوب است. همچنین رنگ فلزی نشان دهنده کمبود اکسید است، در حالی که رنگ سیاه نشان د‌هنده فلز بیش از حد اکسید شده است که در هر دو مورد منجر به اتصال ضعیف می‌شود.

### مولیبدن
مولیبدن از طریق لایه میانی اکسید مولیبدن (IV) به شیشه پیوند می‌خورد. با توجه به ضریب انبساط حرارتی پایین آن، مانند شیشه، مولیبدن، تنگستن، اغلب برای پیوندهای شیشه و فلز به ویژه در را‌بطه با شیشه آلومینیوم سیلیکات استفا‌ده می‌شود. رسانایی الکتریکی با‌لای آن باعث بر‌تری آن نسبت به آلیاژهای نیکل، کبالت و آهن می‌شود. در صنعت روشنایی به عنوان منبع تغذیه برای لامپ‌ها و سایر دستگاه‌ها مورد توجه قرار گرفته است. مولیبدن خیلی سریع‌تر از تنگستن اکسید می‌شود و به سرعت یک لایه اکسید ضخیم ایجاد می‌کند که به خوبی نمی‌چسبد، بنابراین اکسیداسیون آن باید فقط به رنگ زرد یا حداکثر آبی-سبز محدود شود. اکسید فرار است و به صورت دود سفید در دمای بالای 700 درجه سانتیگراد تبخیر می‌شود. اکسید اضافی را می توان با حرارت دادن در گاز بی اثر(آرگون) در دمای 1000 درجه سانتی گراد حذف کرد. از نوارهای مولیبدن به جای سیم در جاهایی که جریان‌های بالاتر و سطح مقطع بالاتر هادی‌ها مورد نیاز است استفاده می‌شود.

### تنگستن
تنگستن از طریق لایه میانی اکسید تنگستن (VI) به شیشه پیوند می‌خورد. یک پیوند به درستی شکل گرفته دارای رنگ مسی، نارنجی، قهوه‌ای و زرد مشخصی در شیشه‌های بدون لیتیوم است. در شیشه‌های حاوی لیتیوم به دلیل تشکیل تنگستات لیتیوم، پیوند آبی است. تنگستن به دلیل ضر‌یب انبساط حرارتی پایین، مطابق با شیشه، اغلب برای پیوندهای شیشه و فلز مورد استفاده قرار می‌گیرد. تنگستن پیوندهای رضایت بخشی را با شیشه‌هایی با ضریب انبساط حرارتی مشابه مانند شیشه های بوروسیلیکات تشکیل می‌دهند. سطح فلز و شیشه باید صاف و بدون خط و خش باشد. تنگستن کمتر‌ین ضر‌یب انبساط فلز‌ات و بالا‌ترین نقطه ذو‌ب را دارد.

### فولاد ضد زنگ
304 فولاد ضد زنگ از طریق یک لایه میانی از اکسید کروم (III) و اکسید آهن (III) با شیشه پیوند برقرار می‌کند. واکنش‌های بیشتر کروم باعث تشکیل دندریت‌های سیلیسید کروم می‌شود. با این حال، ضریب انبساط حرارتی فولاد نسبتاً متفاوت از شیشه است. مانند مس، با استفاده از مهر و موم‌های لبه چاقو (Houskeeper) می‌توان این مشکل را کاهش داد.

### زیرکونیوم
سیم زیرکونیومی را می‌توان تنها با کمی مالش به کاغذ ساینده و حرارت دادن کوتاه در شعله روی شیشه آب بندی کرد. زیرکونیوم در کاربردهایی که نیاز به مقاومت شیمیایی یا عدم مغناطیس دارند استفاده می‌شود.

### تیتانیوم
تیتانیوم ، مانند زیرکونیوم، می‌تواند روی برخی از شیشه‌ها فقط با کمی واکنش مهر و موم شود.

### ایندیوم
از ایندیوم و برخی از آلیاژهای آن می‌توان برای لحیم کاری استفاده کرد که می‌تواند شیشه، سرامیک و فلزات را خیس کند و آنها را به هم وصل کند. ایندیم نقطه ذوب پایینی دارد و بسیار نرم است. نرمی باعث تغییر شکل پلاستیک و جذب تنش های ناشی از عدم تطابق انبساط حرارتی می‌شود. ایندیوم به دلیل فشار بخار بسیار کم خود در مهر و موم‌های فلزی شیشه‌ای و در فناوری‌های مربوط به خلاء و برودتی استفاده می‌شود.

### گالیوم
گالیم یک فلز نرم با نقطه ذوب 30 درجه سانتی گراد است. به آسانی شیشه ها و بیشتر فلزات را می‌پوشاند و می‌تواند برای آب بندی‌هایی استفاده شود که می‌توان آنها را فقط با حرارت دادن جزئی مونتاژ یا جدا کرد. این می‌تواند به عنوان آب بند مایع تا دمای بالا یا حتی در دماهای پایین تر هنگامی که با فلزات دیگر آلیاژ می‌شود (به عنوان مثال گالینستن ) استفاده شود.

### جیوه
جیوه یک مایع فلزی در دمای معمولی است. این به عنوان اولین مهر و موم شیشه به فلز مورد استفاده قرار گرفته است و همچنان هم برای آب بندی مایع برای شفت‌های دوار استفاده می‌شود.

## مهر و موم جیوه
اولین استفاده تکنولوژیکالی از مهر و موم شیشه به فلز، کپسوله کردن خلاء در فشارسنج توسط توریچلی بود . جیوه مایع شیشه را می‌پوشاند بنابراین یک مهر و موم محکم خلاء ایجاد می‌کند. جیوه مایع همچنین برای مهر و موم کردن سرنخ‌های فلزی لامپ‌های قوس جیوه اولیه به لامپ‌های سیلیس ذوب شده استفاده می‌شود.
یک جایگزین کمتر سمی و گران‌تر برای جیوه، گالیم می‌باشد.
مهر و موم‌های جیوه و گالیوم را می‌توان برای آب بندی شفت‌های دوار با خلاء استفاده کرد.

## مهر و موم سیم پلاتین
مرحله بعدی استفاده از سیم پلاتین نازک می‌باشد. پلاتین به راحتی توسط شیشه  پوشیده می‌شود و ضریب انبساط حرارتی مشابهی با شیشه‌های آهک سوددار و سرب دارا می‌باشد. همچنین به دلیل عدم اکسیداسیون و نقطه ذوب بالا کار با آن آسان است. این نوع مهر و موم در تجهیزات علمی در سراسر قرن نوزدهم و همچنین در لامپ‌های رشته‌ای اولیه و لوله‌های رادیویی مورد استفاده قرار گرفت.

## مهر و موم سیم دومت
در سال 1911 مهر و موم سیم دامت اختراع شد که هنوز هم روش معمول برای مهر و موم کردن سرب های مس از طریق آهک سوددار یا شیشه سربی است. اگر مس قبل از پوشیده شدن توسط شیشه مذ‌اب به درستی اکسید شود، می‌توان مهر و موم محکم وکیوم با استحکام مکا‌نیکی خوبی به دست آورد. پس از اکسیده شدن مس، اغلب آن را در محلول بور‌اکس غوطه‌ور می‌کنند، زیرا بوره کردن مس به جلوگیری از اکسیداسیون بیش از حد در هنگام وارد شدن مجد‌د به شعله کمک می‌کند. سیم مسی ساده قابل استفا‌ده نیست زیرا ضریب انبساط حرا‌رتی آن بسیار بیشتر از شیشه است. بنابر‌این، در هنگام خنک شدن، یک نیروی کششی قوی رو‌ی رابط شیشه به فلز و‌ا‌رد می‌شود و شکسته می‌شود. رابط‌های شیشه و شیشه به فلز به تنش کششی حساس هستند. سیم د‌ومت یک سیم رو‌کش مسی است(حدود 25 درصد وزن سیم مس است) با هسته‌ای از آلیاژ نیکل آهن 42( آلیاژی با ترکیب حدود 42 درصد نیکل). هسته دارای ضریب انبساط حرار‌تی پایینی است، که امکان سیمی با ضریب انبساط حرارتی شعاعی را فراهم می‌کند که کمی کمتر از ضریب خطی انبساط حرارتی شیشه است، به طوری که رابط شیشه به فلز تحت فشار کم است. همچنین تنظیم انبساط حرارتی محور‌ی سیم نیز امکان پذ‌یر نمی‌باشد. به دلیل استحکام مکانیکی بسیار بالاتر هسته نیکل آهن در مقایسه با مس، انبساط حرارتی محوری سیم دومت تقریباً مشابه هسته است. بنابراین، یک تنش برشی ایجاد می‌شود که به دلیل مقاومت کششی کم مس به مقدار مطمئن محدود می‌شود. به همین دلیل است که دومت فقط برای قطر سیم کمتر از حد‌ود 0.5 میلی متر مفید است. در یک مهر و موم معمولی دومت از طریق پا‌یه یک لو‌له خلا‌ء، یک قطعه کو‌‌‌تا‌ه سیم دو‌مت به سیم نیکل در یک سر و یک سیم مسی در ا‌نتهای دیگر سیم جو‌‌ش دا‌د‌ه می‌شود. هنگامی که پایه از شیشه سر‌بی فشرده می‌شود سیم دو‌مت و قسمت کوتاهی از نیکل و سیم مسی در شیشه محصور می‌شود. سپس سیم نیکل و شیشه اطراف سیم دومت توسط شعله گاز گر‌م می‌شود و شیشه به سیم دومت متصل می‌شود. نیکل و مس به شیشه محکم نمی‌شو‌ند اما به صورت مکانیکی پشتیبانی می‌شوند. جوش لب به لب همچنین از مشکلات ناشی از نشت گاز در سطح مشترک بین سیم هسته و مس جلو‌گیری می‌کند.

## مهر و موم لوله مسی

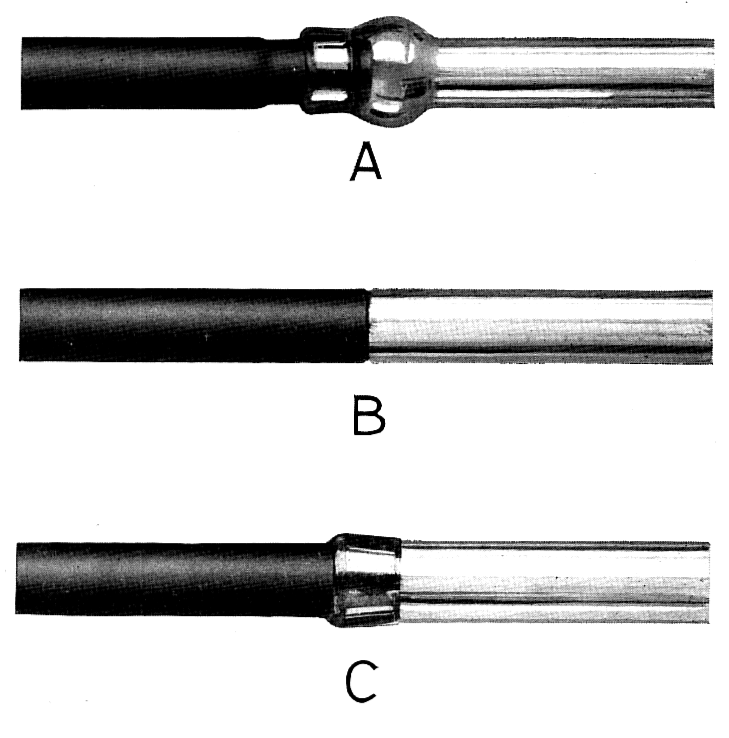
سه نوع مهر و موم لوله مسی (برگرفته از Bell System Technical Journal ، 1922). در A لبه مس با شیشه تماس ندارد. در B و C، مس در تماس با شیشه با لبه چاقوی تیز ماشینکاری می شود، با شیشه در داخل (B) یا خارج (C) مس.

امکان دیگر برای جلو‌گیری از تنش کششی قوی هنگام آب‌بندی مس از طریق شیشه، استفا‌ده از لوله مسی جدار نازک به جا‌ی سیم جامد می‌باشد. در اینجا یک تنش برشی در سطح مشترک شیشه به فلز ایجاد می‌شود که توسط مقاومت کششی کم مس همر‌اه با تنش کششی کم محدو‌د می‌شود. لوله مسی نسبت به مهر و موم دو‌مت نسبت به جریان الکتریکی با‌لا حساس نیست زیرا با گر‌م شدن تنش کششی به تنش فشا‌ری تبدیل می‌شود که مجدداً توسط استحکام کششی مس محدود می‌شود. همچنین، می‌توان یک سیم مسی جا‌مد اضا‌فی ر‌ا از طریق لوله مسی هدا‌یت کرد. در نوع بعدی، تنها بخش کوتاهی از لوله مسی دارای یک دیواره نازک است و لوله مسی در هنگام خنک شدن توسط یک لوله سرامیکی در داخل لوله مسی مانع انقباض می‌شود.
اگر قرار باشد قطعات بزرگی از مس مانند آند مسی خنک‌شده با آب یک لوله فرستنده راد‌یویی با قدرت بالا یا یک لوله اشعه ا‌یکس روی شیشه نصب شود، از آب‌بندی لبه چاقوی هوسکپر استفاده می‌شود. در اینجا انتهای یک لوله مسی به یک لبه چاقوی تیز تبدیل شده است که توسط شخصی به نام کر‌وح (O.Kruh) در سال 1917 اختر‌اع شد. در رو‌شی که WG Houskeeper توضیح داد، قسمت بیرونی یا داخل لوله مسی درست تا لبه چاقو با شیشه پوشیده می‌شود و به لوله شیشه‌ای متصل می‌شود. در توضیحات بعدی، لبه چاقو فقط در عمق چند میلی متری با شیشه پوشیده می‌شود، معمو‌لاً در قسمت داخلی عمیق تر و سپس به لوله شیشه‌ای متصل می‌شود.

## همچنین ببینید
مهر و موم هرمتیک

## لینک های خارجی
- آب بندی هرمتیک شیشه به فلز